# District de Chợ Mới (An Giang)
Le district de Chợ Mới (en vietnamien : huyện Chợ Mới) est un district de la province d'An Giang au sud du Viêt Nam dans le delta du Mékong.

## Présentation
Il a une population de 362 492 habitants en 2010 et occupe une superficie de 355 km2. Son chef-lieu est la ville de Cho Moi. Son territoire est souvent constitué de petites îles formées par les bras du Mékong, comme l'île de Giêng.
Le district est subdivisé en plusieurs communes rurales : Kiến An, Kiến Thành, Mỹ Hội Đông, Nhơn Mỹ, Long Giang, Long Điền A, Long Điền B, Tân Mỹ, Mỹ Hiệp, Bình Phước Xuân, Long Kiến, An Thạch Trung, Hội An, Hoà Bình et Hoà An.

## Religion
Les religions principales sont le bouddhisme, le Hòa Hảo, la secte Cao Đài, le catholicisme et le protestantisme.